# Frank Moser
Frank Moser (Baden-Baden, 23 de septiembre de 1976) es un jugador profesional de tenis alemán. Se especializa en dobles donde ha llegado a tres finales ATP.

## Títulos

### Dobles

#### Títulos
| Leyenda                         |
| Grand Slam (0)                  |
| ATP Wourld Tour Finals (0)      |
| ATP Masters 1000 World Tour (0) |
| ATP World Tour 500 series (0)   |
| ATP World Tour 250 series (1)   |

| N.º | Fecha                 | Torneo   | Superficie | Pareja         | Oponente en la final             | Resultado           |
| --- | --------------------- | -------- | ---------- | -------------- | -------------------------------- | ------------------- |
| 9.  | 17 de febrero de 2013 | San José | Dura (i)   | Xavier Malisse | Lleyton Hewitt Marinko Matosevic | 6-0, 6-7(5), [10-4] |

#### Finalista
| Leyenda                         |
| Grand Slam (0)                  |
| ATP Wourld Tour Finals (0)      |
| ATP Masters 1000 World Tour (0) |
| ATP World Tour 500 series (0)   |
| ATP World Tour 250 series (3)   |

| N.º | Fecha                 | Torneo      | Superficie | Pareja             | Oponente en la final             | Resultado      |
| --- | --------------------- | ----------- | ---------- | ------------------ | -------------------------------- | -------------- |
| 1.  | 02 de agosto de 2009  | Los Ángeles | Dura       | Benjamin Becker    | Mike Bryan Bob Bryan             | 4-6, 6-7 (2)   |
| 2.  | 24 de julio de 2011   | Atlanta     | Dura       | Matthias Bachinger | Alex Bogomolov Jr. Matthew Ebden | 6-3, 5-7, 8-10 |
| 3.  | 19 de febrero de 2012 | San José    | Dura       | Kevin Anderson     | Xavier Malisse Mark Knowles      | 4-6, 6-1, 5-10 |